# Fotogrammetria
A fotogrammetria a távérzékelés tudományága, melynek alkalmazásakor a tárgyakról, illetve a terepről készített fényképek alapján a képeken végzett mérések és számítások segítségével meghatározza a képeken látható valós tárgyak kiterjedéseit. A légi fotogrammetriában a fényképeket a valamely légieszközről (pl. repülőgépről, helikopterről, pilóta nélküli repülőgépről) vagy műholdról készítik.
A fotogrammetria a távérzékelt felvételek kvantitatív kiértékelésén alapuló eljárás. A lokális geoinformatikai rendszerekben a  távérzékeléssel együtt elsődleges adatgyűjtési szerepet tölthet be. A fotogrammetria szoros kapcsolatban áll a raszter és vektor alapú  geoinformatikával, a képfeldolgozási módszerekkel és a felületmodellezéssel.
A fotogrammetriai kiértékelés a  centrális projekcióval készített légi és űrfelvételek közötti  perspektivikus leképezéssel sztereoszkópián alapul. A sztereoszkópia lényege, hogy az egyes földfelszíni objektumok a különböző forrásokból készített képeken másképp képeződnek le. A fotogrammetria feladata az eltérő leképeződések (parallaxisok) mérése és így térbeli koordináták számítása.
A fotogrammetriát a feldolgozandó képanyag szerint és a kiértékelő eszközök szerint csoportosíthatjuk.

## A fotogrammetria története
A fotogrammetria szinte egyidős a fényképezéssel. Az alapötlet tulajdonképpen egy balesetnek köszönhető:
Albrecht Meydenbauer fiatal építészmérnök, aki 1858 szeptemberében egyik első munkájaként a wetzlari dóm felmérésén dolgozott, munka közben csaknem lezuhant a kereszthajó egyik tornyáról. Ez adta az ötletet neki, hogy a homlokzat közvetlen mérése helyett fényképekkel is lehetne dolgozni. A fotogrammetria elnevezés is tőle származik: 1867-ben egy név nélkül jegyzett írásban fordul elő a kifejezés Wochenblatt des Architektenvereins zu Berlin című szakújságban. Később egy vita kapcsán az újság közölte, hogy a hozzászólás szerzője Meydenbauer volt.
A technológia nagy gyakorlati és katonai jelentősége miatt gyorsan terjedt, az egyes országok fotogrammetriai szakegyesületei, szakmai szervezetei még a 19. század végén, illetve a századfordulón megalakultak. A Nemzetközi Fotogrammetriai Társaság (ISP, mai nevén ISPRS) 1910 júliusában alakult meg Bécsben.
A 20. században a kiterjedt térképezési munkálatok az analóg fotogrammetria gyors térhódítását hozták, majd a munkafolyamat optimalizálására különféle műszeres megoldásokat dolgoztak ki, így kialakult az analitikus fotogrammetria. A nagy kapacitású számítógépek elterjedése és a térinformatikai alkalmazások pedig a digitális fotogrammetria felvirágzását jelentették.

## A fotogrammetriai módszerek csoportosítása

### Analóg fotogrammetria
Analóg képek kiértékelése analóg műszerekkel.
Az analóg műszerek optikai-mechanikai elemekből felépített eszközök, amelyek alkalmasak a centrális projekció megoldására. A műszerekkel előállítható a mérendő terület kicsinyített modellje, a térmodell. A térmodellen mintegy 5-10 méteres pontossággal lehet mérni. A műszerek jelentős részét ellátták a mérési eredmények digitális rögzítésére alkalmas perifériákkal.

### Analitikus fotogrammetria
Analóg képek kiértékelése analitikus műszerekkel.
Ezen műszerek legkorszerűbb megvalósításai az úgynevezett analitikus plotterek, melyek a képpár kiértékelését, a parallaxisok mérését számítógépes irányítás mellett végzik. A mérés során 3–5 m pontosság érhető el. Az eszközökhöz számos kiegészítő berendezés és szoftver kapcsolódhat.

### Digitális fotogrammetria
Digitális képanyag kiértékelése digitális eszközökkel.
A digitális képek kiértékelése általában speciális, sztereo látást biztosító hardvereszközökkel, és nagyon sok funkciót automatizáló szoftverekkel történik, melyeket együtt digitális fotogrammetriai munkaállomásnak (angolul Digital Photogrammetric Workstation - DPWS) nevezünk. A feldolgozás ennek köszönhetően rendkívül gyors. A mérés pontosságát nagy mértékben a digitális kép felbontása határozza meg.

## Matematikai alapok
A fotogrammetria az ún. kollinearitási egyenletre épül, amelynek lényege, hogy a terepi pont, annak képi leképződése és a kamera objektívének egyesített főpontja, a vetítési centrum egy egyenesen helyezkedik el. Az egyenes egyenlete a következő:
{\displaystyle \xi =-c\cdot {\frac {r_{11}\cdot (X-X_{0})+r_{21}\cdot (Y-Y_{0})+r_{31}\cdot (Z-Z_{0})}{r_{13}\cdot (X-X_{0})+r_{23}\cdot (Y-Y_{0})+r_{33}\cdot (Z-Z_{0})}}}
továbbá
{\displaystyle \eta =-c\cdot {\frac {r_{12}\cdot (X-X_{0})+r_{22}\cdot (Y-Y_{0})+r_{32}\cdot (Z-Z_{0})}{r_{13}\cdot (X-X_{0})+r_{23}\cdot (Y-Y_{0})+r_{33}\cdot (Z-Z_{0})}}}
ahol X0, Y0, Z0 a vetítési centrum térbeli koordinátái, rij a forgatási mátrix elemei, c a kameraállandó, ξ, η a mért képkoordináták, végül X, Y, Z a terepi pont koordinátái.
A forgatási mátrix ω, φ, κ sorrend szerint a következő:
{\displaystyle R_{\omega \phi \kappa }={\begin{bmatrix}\cos(\omega )\cos(\kappa )&\cos(\omega )\sin(\kappa )+\sin(\omega )\sin(\phi )\cos(\kappa )&\sin(\omega )\sin(\kappa )-\cos(\omega )\sin(\phi )\cos(\kappa )\\-\cos(\phi )\sin(\kappa )&\cos(\omega )\cos(\kappa )-\sin(\omega )\sin(\phi )\sin(\kappa )&\sin(\omega )\cos(\kappa )+\cos(\omega )\sin(\phi )\sin(\kappa )\\\sin(\phi )&-\sin(\omega )\cos(\phi )&\cos(\omega )\cos(\phi )\end{bmatrix}}}
A forgatási mátrix más forgatási sorrendben is felírható.
A leképezés hibái a fenti egyenlet kiegészítéseként figyelembe vehetők.
Alapszámítások:
- térbeli légihátrametszés
- térbeli előmetszés
- kettős képkapcsolás